# Plesiophrictus tenuipes
Plesiophrictus tenuipes é uma espécie de aranha pertencente à família Theraphosidae (tarântulas).